# لويس ريغيرو
لويس ريغيرو باغولا (بالإسبانية: Luis Regueiro)‏ (1 يوليو 1908 – 6 ديسمبر 1995) لاعب كرة قدم إسباني راحل كان يجيد اللعب في خط الدفاع .
لعب طوال مسيرته الرياضية في أندية ريال يونيون (1924-1931) ريال مدريد (1931-1936) إيوزكادي (1936-1939) أستورياس (1939-1942) (1920-1930) أمريكا (1942-1944).
مثل منتخب إسبانيا في 25 مباراة مسجلا 16 هدف (1927-1936). شارك مع منتخب إسبانيا في بطولة كأس العالم 1934 في إيطاليا حيث خرج من الدور الربع النهائي.
تولى تدريب نادي أمريكا (1942-1946).

## وصلات خارجية
- لويس ريغيرو على موقع الاتحاد الدولي (مؤرشف)  (الإنجليزية)
- لويس ريغيرو على موقع قاعدة بيانات كرة القدم.إي يو (الإنجليزية)
- لويس ريغيرو على موقع ناشيونال فوتبول تيمز (الإنجليزية)
- لويس ريغيرو على موقع أوليمبيديا (الإنجليزية)

- سيرة ذاتية